# Chiloglanis lamottei
Chiloglanis lamottei es una especie de peces de la familia Mochokidae en el orden de los Siluriformes.

## Morfología
Los machos pueden llegar alcanzar los 5 cm de longitud  total.

## Hábitat
Es un pez de agua dulce.

## Distribución geográfica
Se encuentran en África: Guinea y Costa de Marfil.